# Академическая гребля на летних Олимпийских играх 1980 — восьмёрки (мужчины)
Соревнования восьмерок в академической гребле среди мужчин на летних Олимпийских играх 1980 года прошли с 20 по 27 июля. Приняли участие 81 спортсмен (9 экипажей) из 9 стран.

## Призёры
| Золото | Серебро | Бронза |
| ГДР · Бернд Краус · Ханс-Петер Коппе · Ульрих Конс · Йёрг Фридрих · Йенс Добершюц · Ульрих Карнац · Уве Дюринг · Бернд Хёинг · Клаус-Дитер Людвиг (рулевой) | Великобритания · Данкан Макдугалл · Алан Уитвелл · Генри Клэй · Крис Махоуни · Эндрю Джастис · Джон Притчард · Малкольм Макгоуэн · Ричард Стэнхоуп · Колин Мойнихэн (рулевой) | СССР · Виктор Кокошин · Андрей Тищенко · Александр Ткаченко · Йонас Пинскус · Йонас Нармонтас · Андрей Лугин · Александр Манцевич · Игорь Майстренко · Григорий Дмитренко (рулевой) |

## Соревнование

### Отборочные гонки
Соревнования проходили 20 июля в 13.10 московского времени. Занявшие 1 место в заездах квалифицированы в финал А, остальные — в утешительный заезд.
| Место | Спортсмены | Результат |
| ----- | --- | --------- |
| 1     | СССР · Виктор Кокошин · Андрей Тищенко · Александр Ткаченко · Йонас Пинскус · Йонас Нармонтас · Андрей Лугин · Александр Манцевич · Игорь Майстренко · Григорий Дмитренко (рулевой) | 5:50,76   |
| 2     | Великобритания · Данкан Макдугалл · Алан Уитвелл · Генри Клэй · Крис Махоуни · Эндрю Джастис · Джон Притчард · Малкольм Макгоуэн · Ричард Стэнхоуп · Колин Мойнихэн (рулевой)       | 5:53,38   |
| 3     | Польша · Павел Борковски · Веслав Куйда · Гжегош Стеллак · Адам Томасяк · Гжегош Новак · Рышард Стаднюк · Мирослав Ковалевски · Владислав Бештерда · Рышард Кубяк (рулевой)         | 6:00,43   |
| 4     | Болгария · Димитр Янакиев · Теодор Мранков · Божидар Рогелов · Иван Ботев · Яни Игнатов · Михаил Петров · Пётр Пацев · Веселин Чтерев · Венцислав Канчев (рулевой)                  | 6:03,99   |
| 5     | Венгрия · Ференц Киш · Петер Товари · Роберт Шаш · Аттила Штрохмайер · Андрас Кормош · Золтан Старчевич · Кальман Тороньи · Ласло Киш · Миклош Балинт (рулевой)                     | 6:04,32   |

| Место | Спортсмены | Результат |
| ----- | --- | --------- |
| 1     | ГДР · Бернд Краус · Ханс-Петер Коппе · Ульрих Конс · Йёрг Фридрих · Йенс Добершюц · Ульрих Карнац · Уве Дюринг · Бернд Хёинг · Клаус-Дитер Людвиг (рулевой)                | 5:55,89   |
| 2     | Чехословакия · Павел Певный · Любомир Янко · Цтирад Юнгман · Карел Неффе · Карел Мейта · Душан Вичик · Милан Долечек · Милан Киселый · Иржи Птак (рулевой)                 | 6:01,68   |
| 3     | Австралия · Ислэй Ли · Стефен Хэндли · Уильям Данкбаар · Эндрю Уизерс · Тимоти Уиллоуби · Джеймс Лоуи · Тимоти Янг · Брайан Ричардсон · Дэвид Инглэнд (рулевой)            | 6:05,12   |
| 4     | Куба · Венцеслао Боррото · Исмаэль Сами · Хуан Альфонсо · Хуан Буэно · Франсиско Мора · Эрменегильдо Паласио · Хорхе Альварес · Антонио Рианьо · Энрике Каррильо (рулевой) | 6:26,53   |

### Утешительные заезды
Соревнования проходили 24 июля в 12.10 московского времени. Занявшие 1-2 места в заездах квалифицированы в финал А, остальные — в финал В.
| Место | Спортсмены | Результат |
| ----- | --- | --------- |
| 1     | Австралия · Ислэй Ли · Стефен Хэндли · Уильям Данкбаар · Эндрю Уизерс · Тимоти Уиллоуби · Джеймс Лоуи · Тимоти Янг · Брайан Ричардсон · Дэвид Инглэнд (рулевой)               | 5:45,04   |
| 2     | Великобритания · Данкан Макдугалл · Алан Уитвелл · Генри Клэй · Крис Махоуни · Эндрю Джастис · Джон Притчард · Малкольм Макгоуэн · Ричард Стэнхоуп · Колин Мойнихэн (рулевой) | 5:49,35   |
| 3     | Куба · Венцеслао Боррото · Исмаэль Сами · Хуан Альфонсо · Хуан Буэно · Франсиско Мора · Эрменегильдо Паласио · Хорхе Альварес · Антонио Рианьо · Энрике Каррильо (рулевой)    | 5:56,19   |
| 4     | Венгрия · Ференц Киш · Петер Товари · Роберт Шаш · Аттила Штрохмайер · Андрас Кормош · Золтан Старчевич · Кальман Тороньи · Ласло Киш · Миклош Балинт (рулевой)               | 5:59,53   |

| Место | Спортсмены | Результат |
| ----- | --- | --------- |
| 1     | Чехословакия · Павел Певный · Любомир Янко · Цтирад Юнгман · Карел Неффе · Карел Мейта · Душан Вичик · Милан Долечек · Милан Киселый · Иржи Птак (рулевой)                  | 5:44,80   |
| 2     | Болгария · Димитр Янакиев · Теодор Мранков · Божидар Рогелов · Иван Ботев · Яни Игнатов · Михаил Петров · Пётр Пацев · Веселин Чтерев · Венцислав Канчев (рулевой)          | 5:46,28   |
| 3     | Польша · Павел Борковски · Веслав Куйда · Гжегош Стеллак · Адам Томасяк · Гжегош Новак · Рышард Стаднюк · Мирослав Ковалевски · Владислав Бештерда · Рышард Кубяк (рулевой) | 5:47,35   |

### Финалы
Соревнования проходили 27 июля в 13.30 московского времени.
| Место | Спортсмены | Результат |
| ----- | --- | --------- |
| 1     | ГДР · Бернд Краус · Ханс-Петер Коппе · Ульрих Конс · Йёрг Фридрих · Йенс Добершюц · Ульрих Карнац · Уве Дюринг · Бернд Хёинг · Клаус-Дитер Людвиг (рулевой)                         | 5:49,05   |
| 2     | Великобритания · Данкан Макдугалл · Алан Уитвелл · Генри Клэй · Крис Мэхони · Эндрю Джастис · Джон Притчард · Малкольм Мак-Гоуэн · Ричард Стэнхоуп · Колин Мойнихэн (рулевой)       | 5:51,92   |
| 3     | СССР · Виктор Кокошин · Андрей Тищенко · Александр Ткаченко · Йонас Пинскус · Йонас Нармонтас · Андрей Лугин · Александр Манцевич · Игорь Майстренко · Григорий Дмитренко (рулевой) | 5:52,66   |
| 4     | Чехословакия · Павел Певный · Любомир Янко · Цтирад Юнгман · Карел Неффе · Карел Мейта · Душан Вичик · Милан Долечек · Милан Киселый · Иржи Птак (рулевой)                          | 5:53,73   |
| 5     | Австралия · Ислэй Ли · Стивен Хэндли · Уильям Данкбаар · Эндрю Уитерс · Тимоти Уиллоуби · Джеймс Лоу · Тимоти Янг · Брайан Ричардсон · Дэвид Инглэнд (рулевой)                      | 5:56,74   |
| 6     | Болгария · Димитр Янакиев · Тодор Мранков · Божидар Рангелов · Иван Ботев · Яни Игнатов · Михаил Петров · Петар Пацев · Веселин Штерев · Венцеслав Канчев (рулевой)                 | 6:04,05   |

| Место | Спортсмены | Результат       |
| ----- | --- | --------------- |
| 7     | Венгрия · Ференц Киш · Петер Товари · Роберт Шашш · Аттила Штрохмайер · Андрас Кормош · Золтан Старчевич · Кальман Тороньи · Ласло Кишш · Миклош Балинт (рулевой)               | 5:57,61         |
| 8     | Куба · Венсеслао Боррото · Исмаэль Карбонель · Хуан Альфонсо · Хуан Буэно · Франсиско Мора · Эрменехильдо Паласио · Хорхе Альварес · Антонио Рианьо · Энрике Каррильо (рулевой) | 6:14,98         |
| 9     | Польша · Павел Борковски · Веслав Куйда · Гжегош Стеллак · Адам Томасяк · Гжегош Новак · Рышард Стаднюк · Мирослав Ковалевски · Владислав Бештерда · Рышард Кубяк (рулевой)     | не финишировали |